# نمو النبات

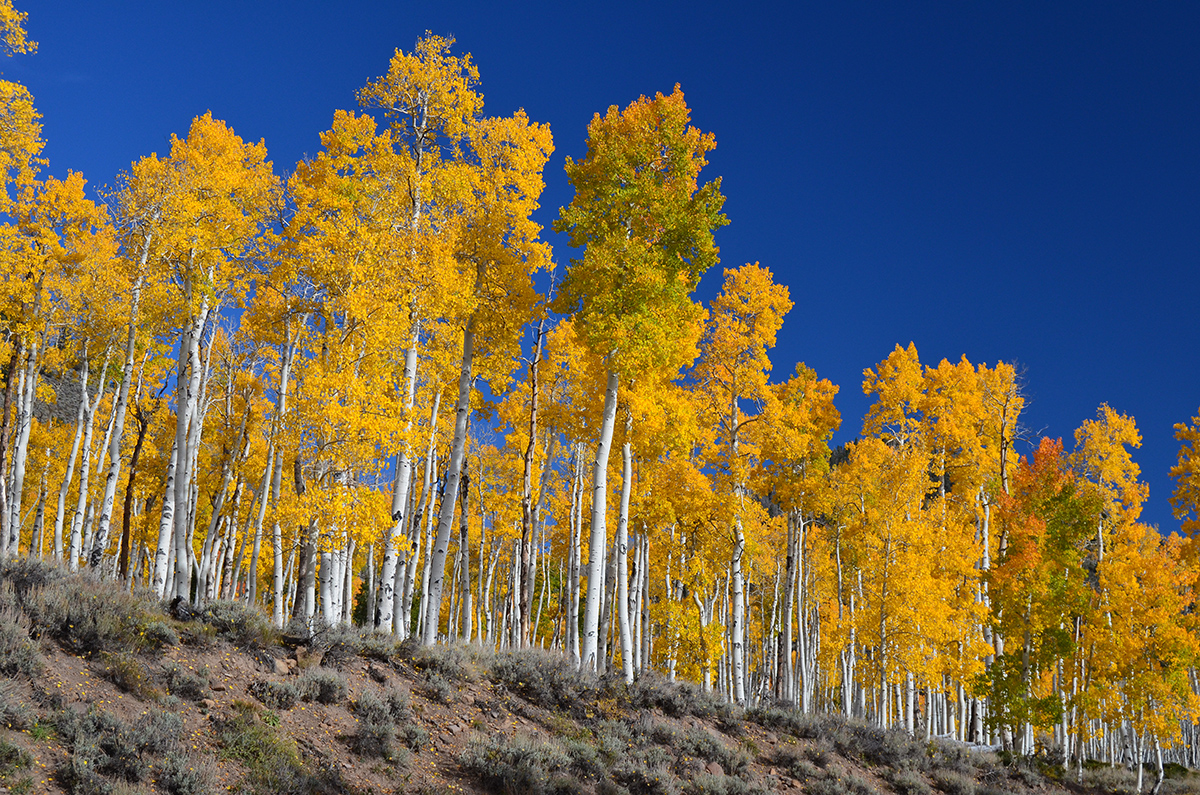

نمو النبات هي العملية التي تصف نمو النباتات من حيث تشريح وفيزيولوجيا وعلم تشكل النبات.

## الصلة بدرجة الحرارة المحيطة

### نقطة صفر النمو
هو الحد الأدنى الحراري الذي يبدأ النبات عنده بالنمو، ويعرف هذا الحد بدرجة صفر النمو، كما يعرف بنقطة صفر النمو، وتختلف درجة حرارة صفر النمو من من نبات إلى اخر، فهي في القمح 4 مئوية، والشوفان 6 مئوية، البطاطا 7 مئوية، الشوندر السكري 8 مئوية، الذرة الصفراء والبيضاء 10 مئوية، التبغ 10 مئوية، والقطن 14 مئوية.

### درجة الحرارة الليلية الفعالة
درجة الحرارة الليلية الفعالة هي تلك الدرجة الحرارية التي تلعب دوراً فعالاً في نمو النبات وتطوره خلال فترة الليل، إذ تبين أن لدرجة حرارة الليل أهمية كبرى بالنسبة لنمو بعض المحاصيل الزراعية، فالبطاطا والشوندر السكري يقومان بتخزين المواد الكربوهيدراتية خلال فترة الليل البارد، على حين يتطلب القطن والتبغ والذرة وجود ليال دافئة، والعلاقة التي وضعها كل من «كيمبل وبروكس» لحساب درجة الحرارة الليلية الفعالة هي:
درجة الحرارة الليلية الفعالة= المتوسط الشهري للحرارة الوسطى + 1/4 (المتوسط الشهري للمدى اليومي).

### درجة الحرارة النهارية الفعالة
المقصود بدرجة الحرارة النهارية الفعالة، درجة الحرارة النهارية التي ينشط عندها نمو النبات، وقد وضعت عدة علاقات لحساب هذه الدرجة، منها العلاقة التي وضعها كيمبل وبروكس Kimball & Brooks :
درجة الحرارة النهارية الفعالة = المتوسط الشهري للحرارة العظمى - 1/4 (المتوسط الشهري للمدى اليومي).

### قرينة الفاعلية الحرارية
قرينة الفاعلية الحرارية هي مؤشر عن فاعلية الحرارة بالنسبة لنمو النبات، وقد استخدم هذا المصطلح العالم الأمريكي ثورنثويت عام 1931م في تصنيفه المناخي، واضعاً بذلك علاقة بسيطة لحساب قرينة الفاعلية الحرارية، والعلاقة هي:
الفاعلية الحرارية الشهرية = 0.45 * المتوسط الشهري لدرجة الحرارة (مْ)
الفاعلية الحرارية السنوية = مجموع الفاعليات الشهرية
في حين استخدم ثورنثويت عامن 1948 في تصنيفه الجديد التبخر النتح الكامن مقياساً للفاعلية الحرارية، معداً سلماً تصنيفياً لأقاليم فاعلية الحرارة حسب قيمة التبخر النتح الكامن على الشكل التالي: (أكثر من 114.5 سم حار, 114.5-57 معتدل, 57-28 بارد, 28.5-14.2 تندرا، أقل من 14.2 صقيع دائم).

## المصدر
- د. علي موسى، المعجم  المناخي